# Назар Наджми
Наза́р Наджми́ (баш. Назар Нәжми, тат. Наҗар Нәҗми); настоящее имя — Наза́р Назмутди́нович Назмутди́нов (тат. Наҗар Нәҗметдин улы Нәҗметдинов, баш. Назар Нәжметдин улы Нәжметдинов) (5 февраля 1918 — 6 сентября 1999) — мастер слова, башкирский и татарский поэт, публицист, драматург, мемуарист. Народный поэт Башкортостана (1992). Член ВКП(б) с 1944 года. Участник Великой Отечественной войны.

## Биография
Родился 5 февраля 1918 года в деревне Миништы ныне Дюртюлинского района Башкортостана.
Учился в сельской семилетней школе, затем — в Уфимском металлургическом рабфаке «Востоксталь». В 1938 году поступает в Башкирский государственный педагогический институт имени К. А. Тимирязева  (ныне Уфимский университет науки и технологий) на факультет языка и литературы. В 1941 году уходит на фронт, в 1946 году окончил учёбу в Башкирском государственном педагогическом институте имени К. А. Тимирязева (ныне Уфимский университет науки и технологий).
С 1947 по 1949 годы работает в редакциях газеты «Совет Башкортостаны», журнала «Литературный Башкортостан». В 1955 работает директором Башкирского академического театра драмы имени Мажита Гафури. С 1955 по 1959 годы — редактор сатирического журнала «Хэнэк» ('«Вилы»'). С 1962 по 1969 годы — председатель правления Союза писателей Башкортостана.
Поэт вел большую общественную работу: избирался депутатом Верховного Совета БАССР, членом правления Союза писателей БАССР и РСФСР, делегатом многих съездов писателей Российской Федерации и СССР.
Назар Наджми — один из наиболее выдающихся лириков, своими прекрасными стихами — и светлыми, и печальными, он вошёл в золотую сокровищницу башкирской поэзии. Но этим его творчество не ограничивается. Он создал такие произведения, как «Мальчик, открывающий ворота», «Одиннадцать песен о друге», «Поэт и царь», «Дьявол», «Урал», которые являются одними из высочайших достижений башкирской поэмы.
На многие стихи Назара Наджми были написаны песни известными башкирскими композиторами — Загиром Исмагиловым, Нариманом Сабитовым, Хусаином Ахметовым, Римом Хасановым и другими. Многие из его песен стали популярными в Башкортостане и за её пределами.
Назар Наджми умер 6 сентября 1999 года в Уфе. По завещанию похоронен на родине (на холме, перед въездом в село Миништы).
Рождение и смерть — две крайних даты,

А между ними — жизни торжество.

В последний путь, познав всю боль утраты,

Толпой проводим друга своего.

Другой уйдет — и голову в печали

Над ним склоняет целая страна.

А в мир входил — его мы не встречали,

Была с ним рядом только мать одна.
Назар Наджми

## Награды и премии
- Государственная премия РСФСР имени М. Горького (1982) — за книги стихов и поэм «Дыхание» (1976), «Приглашение другу» (1981), «Стороны» (1980)
- Республиканская премия имени Салавата Юлаева (1972)
- орден Октябрьской революции (1978)
- два ордена Отечественной войны 2-й степени (07.06.1945; 11.03.1985)
- два ордена Трудового Красного Знамени (08.06.1955; 11.03.1968)
- орден Красной Звезды (19.02.1945)
- орден Почёта России (1999)
- народный поэт Башкортостана (1992)
- премия Союза писателей Республики Татарстан имени Гаяза Исхаки (1994)

## Память

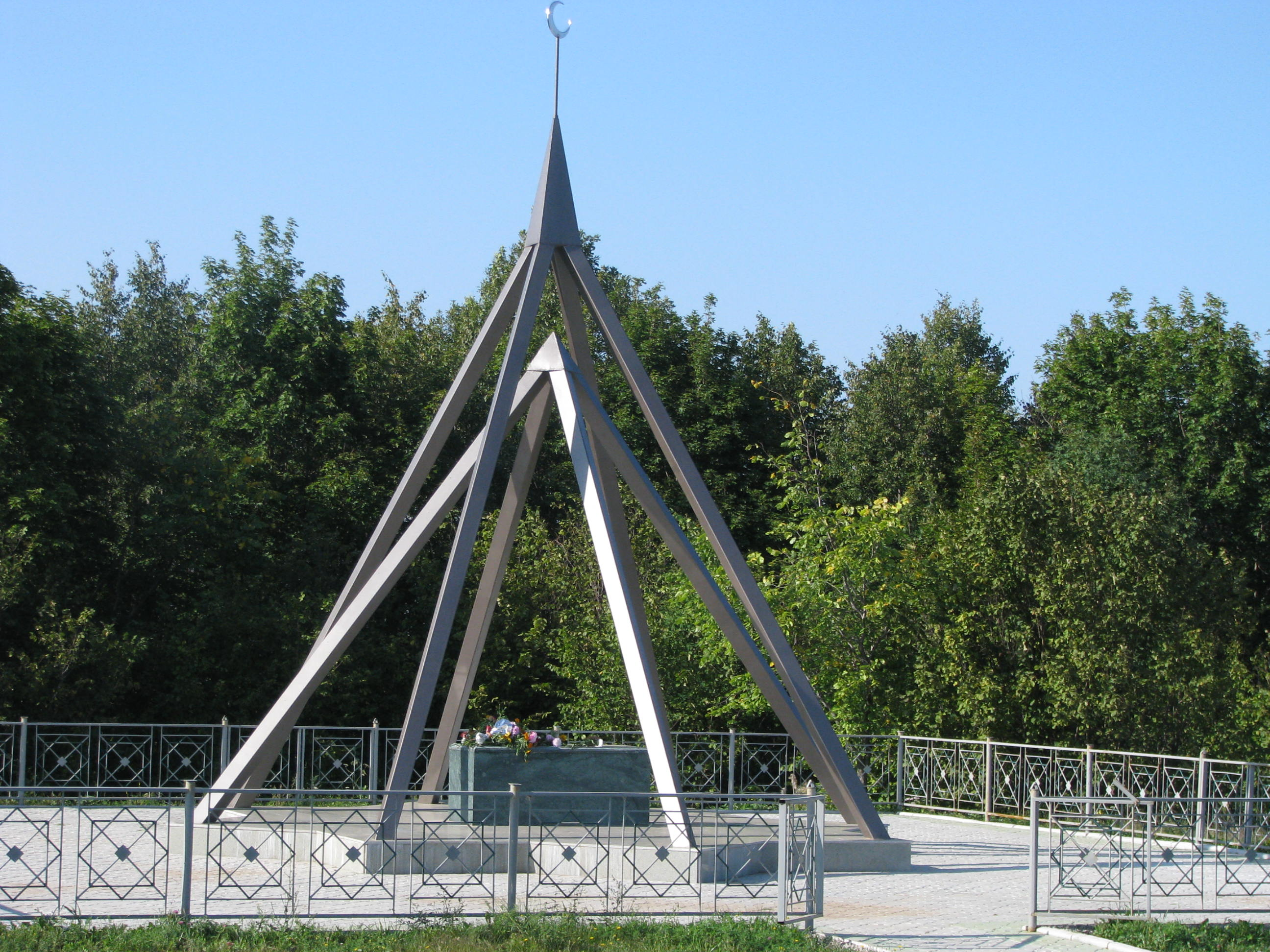
Мемориальный комплекс Назара Наджми.

- На здании, где жил Назар Наджми установлена мемориальная доска.
- В сентябре 2008 года на родине поэта, вблизи села Миништы Дюртюлинского района, был открыт Мемориальный комплекс.
- Именем Назара Наджми в Дюртюлях названы улица и сквер, там же установлен памятник поэту.
- Открыт и работает Дом-музей на родине народного поэта (в селе Миништы Дюртюлинского района)
- Имя Назара Наджми носит башкирская гимназия города Дюртюли.

## Переводы
- Багмут И. Счастливый день суворовца Криничного. Повесть. Уфа, Башкнигоиздат, 1955. 152 с.